# Chiesa di San Luca (Cremona)
La Chiesa di San Luca è un edificio religioso situato a Cremona, che si affaccia sull'omonima piazzetta all'inizio di corso Garibaldi.

## Descrizione e storia della chiesa

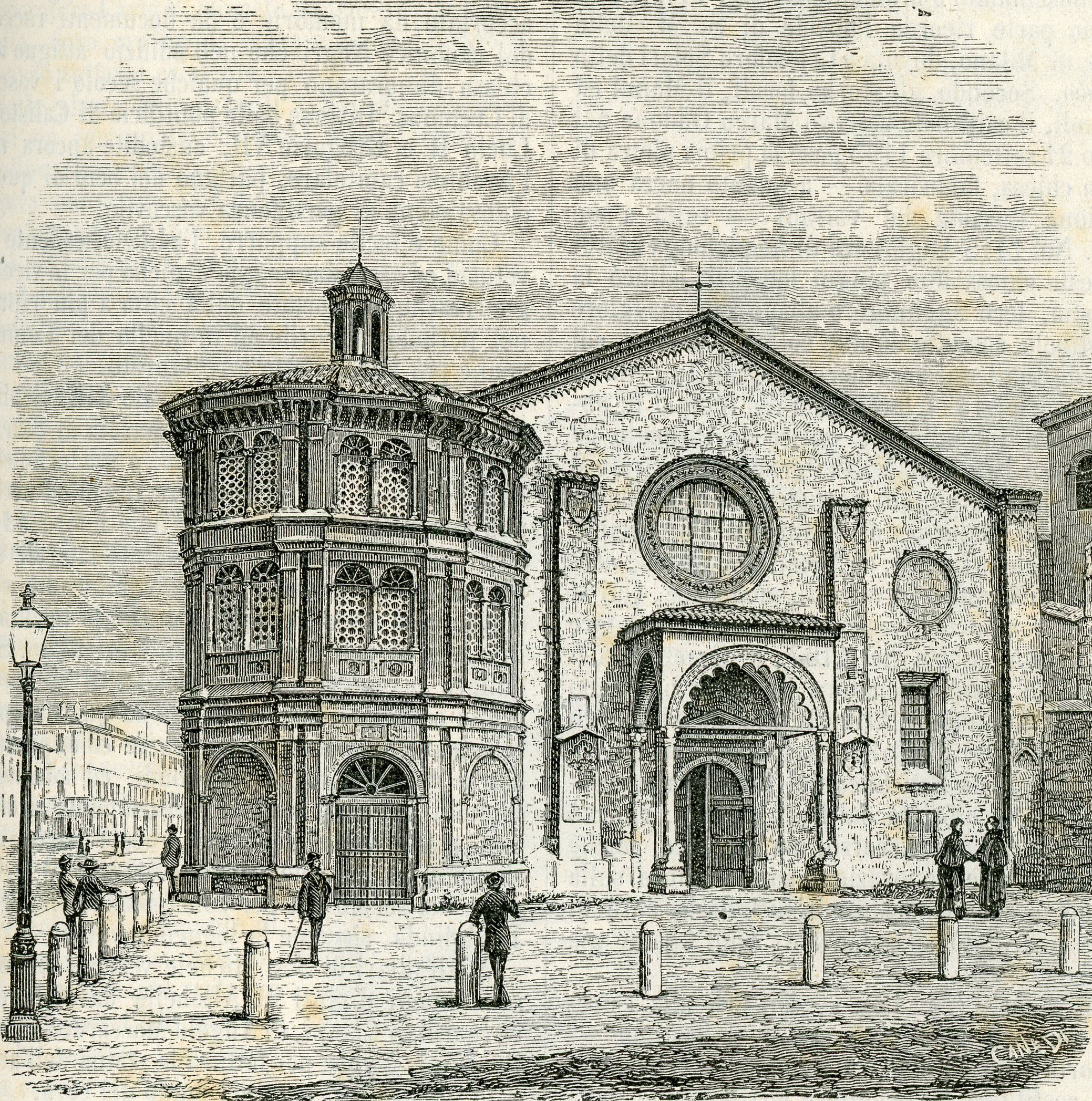
Chiesa di San Luca in una stampa del XIX secolo

La prima pietra dell’edificio fu posta per volontà del cardinale e vescovo di Cremona Marco Odone (che lì venne sepolto alla sua morte il 13 febbraio 1167, come confermato da due iscrizioni, purtroppo ad oggi della sua tomba non vi è alcuna traccia), il 21 settembre 1165 a seguito di un miracolo. Secondo la tradizione, infatti, in quell’anno transitava per la strada un carretto trainato da alcuni buoi trasportante una bisaccia contenente la testa di San Luca. Ad un tratto misteriosamente il carretto si fermò e i buoi non vollero proseguire il cammino. Solo quando, controllando la bisaccia, si scoprì la sacra reliquia i buoi ripresero a muoversi. In quel luogo venne quindi edificata la chiesa dedicandola al Santo. La chiesa venne poi conclusa nel 1272 come riportato in una delle colonne della navata centrale.
Essa ha una facciata a capanna di stampo romanico-lombardo ancora in parte visibile, gli interni a tre navate richiamano invece un gotico primitivo. Va però precisato che l’interno venne modificato quando nel 1410 la chiesa fu riedificata ex novo e più grande.
Questo stile gotico fu poi modificato nel corso del tempo a seconda dei gusti dell’epoca. Nel Seicento, per esempio, la volta a sesto acuto fu sostituita da una volta a botte a seguito dell’abbassamento del soffitto e le colonne furono appesantite con capitelli ionici. Sempre nel corso dei restauri avvenuti in quel secolo furono aperte due nuove finestre per dare più luce alla navata centrale.
Nel 1415 Aghinorio Aqualonga, un ricco mercante cremonese nonché dominus e membro della famiglia degli Aqualonga, presenti fin dal 1377 a Cremona e che si arricchirono nel corso del tempo, aggiunse alla porta maggiore un protiro fatto di archi a tutto sesto retto da due colonne poggiate su due leoni in marmo rosso di Verona tutt’ora visibili, mentre sulla parte alta del vestibolo è presente un affresco ormai sbiadito e quasi cancellato dal tempo che riproduce lo stemma dell’Aqualonga.
La suddetta chiesa fu parrocchia dal 1259 fino all’arrivo degli Amadeiti (voluti da papa Clemente VII) il 15 ottobre 1528 come conferma un rogito di Agostino Pinzoni. Gli Amadeiti vi rimasero fino al 1772 quando ritornò al clero diocesano.
Ritorna parrocchia dal 1788 fino al 1805/1817 quando divenne sussidiaria della chiesa cremonese di Sant’Agata, rimanendovi fino al 1843 quando su interessamento del cardinale Persichelli passò ai Cappuccini.
Dal 1/9/1881, a seguito di un decreto di monsignor Bonomelli, è retta dai chierici regolari di San Paolo (Padri Barnabiti) che tentarono di ripristinare le sue condizioni originarie a seguito di varie ristrutturazioni guidate dal cardinale Arborio Mella, volte a eliminare tutte le aggiunte secentesche e a riportare in luce le strutture originali della chiesa del 1200. Il professor Costa fu incaricato inoltre di decorare tutta la chiesa con motivi geometrici e dipinse una volta a cielo stellato in stile bizantino. 
Furono proprio i Barnabiti a volere una cappella dedicata al loro fondatore Sant’Antonio Maria Zaccaria che fu inaugurata il 12 novembre 1936, ponendovi anche un’arca contenente le sue reliquie.
La struttura attuale della Chiesa risale invece a un restauro del 1976 in cui fu rifatto anche il pavimento.
All’interno della chiesa erano presenti varie cappelle alcune delle quali visibili tutt’oggi con modifiche, altre invece murate per motivi sconosciuti nel corso del XIX secolo e ora adibite a depositi ma ancora ricche di affreschi. Tra quelle oggi non più visibili c’era quella di San Luca (che era la terza di destra). Essa fu realizzata con molta probabilità dai fabbriceri di San Luca nel 1620, per dimostrare la loro devozione al santo evangelista, e proprio in quell’anno vi traslarono il capo e il braccio dal vecchio altare in un’urna di rame dorata. Essa fu conservata in un tabernacolo davanti al quale fu posto un quadro raffigurante San Luca intento a dipingere la Vergine di autore ignoto con una cornice d’oro seicentesca posteriore alla tela, forse opera dei fratelli Bertesi, oggi posto nel coro dietro l’altare maggiore in cui sono ancora visibili i cardini che lo fissavano.
Sempre nel 1976 la chiesa fu totalmente ridipinta e molti affreschi oggi non sono più visibili, ma esistono foto d’epoca che ne immortalano la presenza anche sulle colonne delle navate e in corrispondenza dell’altare dove oggi sono in parte riemersi grazie a recenti restauri. Tra gli affreschi riemersi in una delle colonne a sinistra dell’altare maggiore si trova l’immagine di una Madonna con il Bambino sulle ginocchia, opera di fine Trecento.
Sempre in occasione del restauro riemerse nel 1949 un altro affresco nella sacrestia della chiesa raffigurante l’Annunciazione avvenuta di fronte alla chiesa di San Luca facilmente riconoscibile dai due leoni del protiro.
Inoltre un tempo la pavimentazione presentava delle lastre in marmo per indicare i luoghi di sepoltura dei personaggi legati alla stessa chiesa tra cui il vescovo Marco Odone. Esse sono state tolte probabilmente con l’arrivo dei padri Cappuccini, che con molta probabilità risistemarono la pavimentazione e furono portate in parte presso il museo civico di Cremona, ciò rende impossibile, purtroppo, indicare ad oggi dove si trovino le varie sepolture.
Il 3 settembre dello stesso anno sarebbe stata completata sempre da Anghinorio, la cappella corrispondente all’attuale sagrestia (all’epoca cappella di San Pietro in Vincoli) al cui interno si trova dipinto il bellissimo affresco (tutt’oggi visibile) raffigurante la leggenda dei Tre vivi e dei Tre Morti, mentre nella parte esterna della stessa, in corrispondenza della prima stanza sono raffigurati sulla volta principale i 4 evangelisti.
Dal 1901 la chiesa custodisce l'organo edificato dal cremonese Giuseppe Rotelli.

## Tempietto del Cristo Risorto
Il tempietto ottagonale accanto alla chiesa, in stile bramantesco, risale al 1503 ed è opera dell’architetto Bernardino De Lera per ricordare il superamento della pestilenza. Esso viene anche chiamato “Oratorio del Cristo Risorto” e fu addossato al lato sinistro della chiesa a proteggere un affresco del Cristo Risorto a cui si doveva, secondo la devozione, il superamento dell’epidemia. 
Esso fu decorato nel corso del seicento da Giovanni Battista Trotti detto il Molosso (1555-1619), con affreschi rappresentanti profeti e sibille insieme ad angeli a cui si aggiungono sette tele di varie dimensioni, dipinte dallo stesso, che narrano le principali vicende della vita di Cristo (Nascita, circoncisione, orazione nell’orto, flagellazione, il Signore che porta la croce, Gesù disposto ad essere messo in croce e infine nel settimo Gesù crocifisso). A questi se ne aggiungono altri due laterali all’altare che raffigurano Cristo che appare alla Maddalena e nel secondo l’apparizione ai discepoli di Emmaus. Sulla cupola troviamo invece affrescati angeli che portano gli strumenti della passione festeggiando il Risorto insieme ai 4 profeti con motti che alludono alla passione e alle 4 sibille con altrettante tavole con oracoli intorno alla passione.